# Alexander Fjodorowitsch Schreider
Alexander Fjodorowitsch Schreider (russisch Александр Фёдорович Шрейдер, wiss. Transliteration Aleksandr Fëdorovič Šrejder; * 12. August 1985 in Russkaja Poljana, Oblast Omsk, Sowjetunion) ist ein russischer Biathlet deutscher Abstammung.

## Leben
Alexander Schreider lief seine ersten internationalen Rennen 2009 in Altenberg. Die folgenden Rennen beendete er auf mittleren bis hinteren Punkterängen. Sein erstes Rennen im IBU-Cup, ein Einzel, beendete er als Achtplatzierter unter den besten Zehn. Er nahm erstmals im Rahmen der Biathlon-Europameisterschaften 2009 in Ufa an einem Biathlon-Großereignis teil. Bei den kontinentalen Titelkämpfen in der russischen Heimat erreichte er im Einzel den 19. Platz. Im Staffelrennen gewann er mit Witali Norizyn, Anton Schipulin und Wiktor Wassiljew hinter den Mannschaften aus Norwegen und Deutschland die Bronzemedaille.
Alexander Schreider lebt und trainiert in Krasnojarsk.